# William Langland

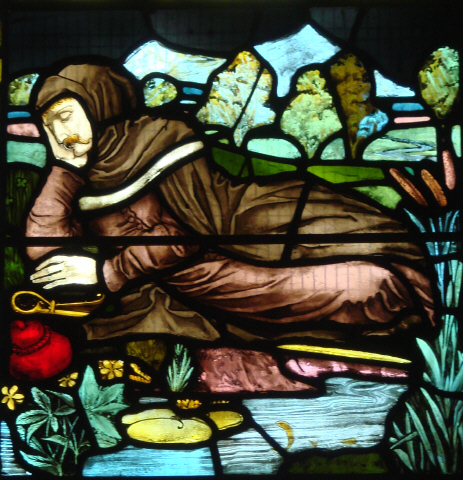
William Langland, conforme retratado em um vitral na Igreja Paroquial de Santa Maria Virgem em Cleobury Mortimer, Shropshire

William Langland (c. 1332 – c. 1386) foi um poeta inglês, autor do poema O Lavrador Pedro (Piers the Plowman), considerado como uma das obras-primas da literatura inglesa da Idade Média. Pouco se sabe com certeza sobre sua vida, mas sua obra exerce papel central na tradição literária do século XIV ao lado de Geoffrey Chaucer e do Gawain-Poet.

## Vida
As informações biográficas sobre Langland são escassas e baseiam-se quase exclusivamente em inferências feitas a partir dos textos de Piers Plowman, que parece conter elementos autobiográficos. Acredita-se que tenha nascido por volta de 1332, provavelmente em Ledbury, no condado de Herefordshire, uma região rural da Inglaterra. A tradição sugere que tenha estudado em escolas monásticas e talvez em Oxford, embora não haja confirmação documental.
Ele provavelmente viveu grande parte de sua vida em Londres, como clérigo menor ou escriba, pertencente a uma classe educada, porém marginalizada no interior da hierarquia eclesiástica. As referências a dificuldades financeiras, à crítica à corrupção do clero e às descrições da vida urbana do século XIV sugerem uma vivência pessoal desses contextos.

## Obra
Langland é geralmente considerado o autor de The Vision of William concerning Piers the Plowman (Visio Willelmi de Petro Plowman), mais conhecido como Piers Plowman, escrito entre as décadas de 1360 e 1380. O poema é uma alegoria visionária em versos aliterativos e existe em três versões principais (A, B e C), com extensões e revisões substanciais. Há também uma versão posterior, a "Z", cuja autoria é controversa.
O poema acompanha o narrador, chamado Will, em uma série de sonhos alegóricos em que busca a verdadeira Vida Santa. Ele encontra figuras como Do-Wel (Faze-o-Bem), Do-Bet (Faze-o-Melhor) e Do-Best (Faze-o-Melhor-de-Tudo), que simbolizam ideais cristãos. A figura central, o lavrador Piers, surge como uma representação de Cristo e da virtude ativa, sendo também interpretado como símbolo da justiça social ou do próprio povo inglês.
Piers Plowman aborda temas como a corrupção da Igreja, o fracasso das instituições sociais, a hipocrisia clerical, o ideal do trabalho honesto e a busca individual pela salvação. Sua crítica social contundente o tornou referência para movimentos como o dos Lollardos, associados a John Wycliffe, e influenciou a iconografia do rebelde camponês durante a Revolta de 1381.

## Estilo e importância
Langland escreveu num inglês médio da região das Midlands Ocidentais, em verso aliterativo — forma poética tradicional anglo-saxônica que conhecia um renascimento na Inglaterra do século XIV. Seu estilo é marcado pela complexidade filosófica, imagens poderosas e um tom profético, aproximando-se mais da tradição profética bíblica do que da sátira mundana de seus contemporâneos.
Apesar de ser menos conhecido que Chaucer, Langland é hoje considerado figura central no cânone literário medieval inglês. Sua obra desafia as classificações simples de gênero e continua a ser estudada por seu valor histórico, teológico e literário.

## Legado
A influência de Piers Plowman estende-se por séculos, sendo retomada por poetas, teólogos e historiadores. Durante a Reforma Protestante, por exemplo, o lavrador Piers foi reconfigurado como símbolo do cristão verdadeiro em oposição à autoridade papal. No século XIX, estudiosos como Frederick Furnivall e W. W. Skeat publicaram edições críticas que revitalizaram o interesse por Langland.

Embora a identidade de Langland nunca tenha sido confirmada de forma absoluta, o nome "William Langland" aparece em manuscritos da obra a partir do século XV, sendo geralmente aceito pela crítica moderna.